# Zsámbéki-medence
A Zsámbéki-medence a Budai-hegység, a Gerecse hegyvonulatai és az Etyeki-dombság lankái között húzódik, Budapest központjától alig 30 kilométerre a Dunazug-hegyvidék területén. Oktatási, közlekedési, központjai Zsámbék (középiskola, autóbusz-állomás, piac, járási hivatali ügysegéd - nem kormányablak! -) és Bicske (középiskola, autóbusz-állomás, vasútállomás, bevásárlóközpontok, ipari parkok, piac).

## Fekvése
Földrajzi kistájként a Békás-patak vízgyűjtőjéhez tartozó települések területét foglalja magába: Biatorbágy, Bicske,  Budajenő, Csabdi, Herceghalom, Etyek, Mány, Páty, Perbál, Telki, Tinnye, Tök, Zsámbék.
Déli részén, kelet-nyugati irányban húzódik a nagy forgalmat bonyolító M1-es autópálya, 1-es főút és a Budapest–Hegyeshalom–Rajka-vasútvonal, Budapest, illetve az ország távolabbi részei felől ezek a legfontosabb megközelítési útvonalai. Az előbbi irányra nagyjából merőlegesen, dél-északi irányban szeli keresztül a medencét a 102-es főút, ez az itt található települések nagyjából felét köti össze egymással. Más vasútvonal nem érinti a területét, és a további közúti kapcsolatokat is csak négy, ritkábban öt számjegyű mellékutak biztosítják a medence egyes részei között.

## Földrajz
A medence belseje kisvízfolyásokkal tagolt enyhén hullámzó síkság, melynek nagy részét az évszázados mezőgazdasági hagyományokat jelző búza-, kukorica-, napraforgótáblák borítják. A vidéken egykor mocsaras, nádasokkal, bodzásokkal, gyékényesekkel tarkított lapály terült el. Növényvilágára jellemző, hogy számos délies faj éri el a terület északkeleti határát, ugyanakkor nem egy északról érkező faj megtalálható itt.

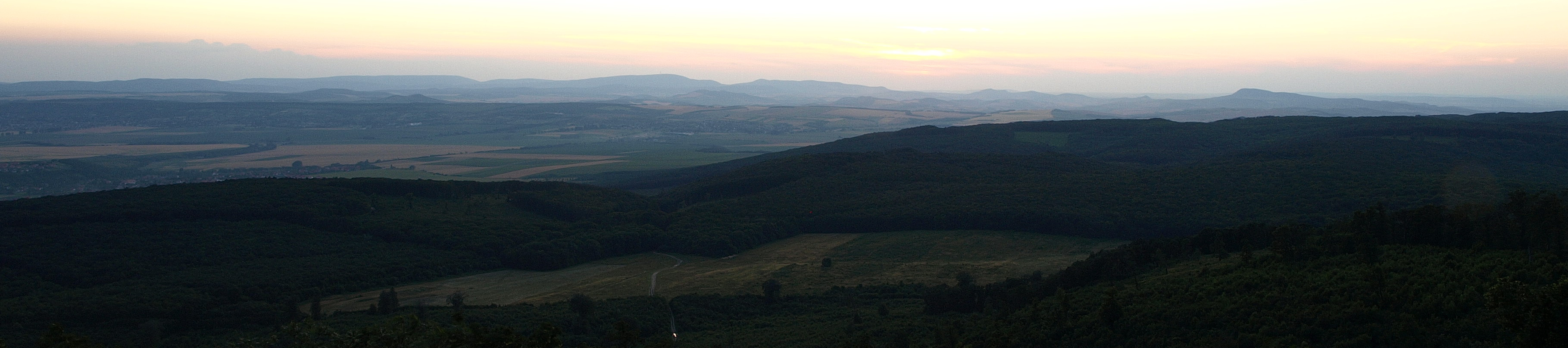
Kilátás a Nagy-Kopaszról a medencére alkonyatkor

## Történelem, népesség
Az itt lakók hajdan mezőgazdasággal (főként szőlőtermesztéssel) és állattenyésztéssel foglalkoztak. A legkorábbi régészeti leletek a kőkorból maradtak ránk, s számtalan feltárt településmaradvány, épületrom, nyelvemlék (a magyar törzsekről elnevezett falvak: Budajenő) utal arra, hogy az egykori királyi főváros, Székesfehérvár és a püspöki székhely, Esztergom között húzódó hadi út két oldalán már a honfoglalás korában is jeles kultúra virágzott.
A török uralom évszázadaiban szinte teljesen elnéptelenedett területre később a főként német származású lakosság (bajor, sváb, de találhatók a telepesek között tótok és olaszok is) csak a 17. század elején kezdett újra betelepülni. Nagy részük iparos – legtöbbjük asztalos és bognár – vagy szőlőműveléssel foglalkozó paraszt volt, szinte nincs olyan település, ahol ne láthatnánk az út mellett vagy a hegyoldalban régi építésű pincesorokat. (Budajenei Pincesor, Pátyi Pincehegy, Töki Pincesor, Bicskei Szőlőhegy, Etyeki Borospincék)
A Zsámbéki-medence egyes településein (Páty, Tök, Tinnye, Bicske, Mány) nagyszámú, színes hagyományokkal rendelkező roma lakosság él. Hajdan zenéléssel foglalkoztak, úgynevezett muzsikus romungró cigányok. Manapság is gyakran látni a medence településein temetéseken, esküvőkön, szüreti bálokon, cigánybálokon, ballagásokon a helyi cigánybandákat (újonnan szintetizátorral) muzsikálni.
A 100 tagú cigányzenekarban játszó zenészek közül is sokan a Zsámbéki-medence falvaiból származnak.